# Djupt i mitt hjärta bor glädjen
Djupt i mitt hjärta bor glädjen är en psalm med text och musik av A A Ketchum. Texten översattes still svenska 1948 av Ivar Lindestad.

## Publicerad i
- Segertoner 1988 som nr 539 under rubriken "Att leva av tro - Förtröstan - trygghet".[1]